# Francisco Cabañas
Francisco Cabañas Pardo (ur. 22 stycznia 1912 w mieście Meksyk, zm. 26 stycznia 2002 tamże) – meksykański bokser, srebrny medalista letnich igrzysk olimpijskich w 1932  w Los Angeles w kategorii muszej.